# 约翰·C·安德伍德
约翰·C·安德伍德（John Cox Underwood，1840年9月12日—1913年10月29日），是美国第21任肯塔基州副州长，与州长詹姆斯·B·麦克里搭档，任期从1875年至1879年。
他出生于华盛顿特区的乔治城大学。他是秘密共济会的成员，并曾任第21任肯塔基州副州长。1913年10月29日，死于纽约市。